# Ито, Сиори
Сиори Ито (яп. 伊藤 詩織 Ито Сиори, 17 Мая 1989, префектура Канагава) — японская журналистка, жертва изнасилования Ямагути Нориюки, известного тележурналиста и знакомого премьер-министра Японии Синдзо Абэ. В 2017 году Ито опубликовала мемуары «Black Box», а в 2024 году вышел ее документальный фильм «Black Box Diaries», который был высоко оценен критиками, получил премию Пибоди и номинацию на премиию «Оскар» за лучший документальный полнометражный фильм на 97-й церемонии вручения премий Американской киноакадемии.

## Биография
Родилась в префектуре Канагава, начала карьеру как модель в 9 лет. Изучала фотожурналистику в Нью-Йорке (Marymount Manhattan College) и работала стажёром в Thomson Reuters.

### Дело об изнасиловании
В апреле 2015 года была изнасилована журналистом Нориюки Ямагути, близким к экс-премьеру Синдзо Абэ. Несмотря на видеодоказательства её беспомощного состояния, полиция закрыла дело. В 2019 году суд Токио обязал Ямагути выплатить Ито 3,3 млн иен ($30 тыс.).

## Творчество
- 2017 — мемуары «Black Box» (премия Ассоциации свободной прессы)
- 2024 — документальный фильм «Black Box Diaries» (Пибоди, номинация на «Оскар»[1])

## Награды
- 2018 — Премия за свободу прессы от Ассоциации свободной прессы Японии за мемуары «Black Box»[6]
- 2018 — Серебряная награда New York Festivals за документальный фильм «Undercover Asia: Lonely Deaths»[7]
- 2019 — Включение в список «100 самых уважаемых японцев» по версии Newsweek
- 2020 — Попадание в список 100 самых влиятельных людей мира по версии Time[8]
- 2020 — Премия «Лучший короткометражный документальный фильм» на Tokyo Docs за работу «I Killed My Flowers»[9]
- 2022 — Звание «Молодой журналист года» от One Young World за социальную значимость работ[10]
- 2025 — Номинация на премию «Оскар» в категории «Лучший документальный полнометражный фильм» за «Black Box Diaries»[11]